# 全国高等学校東西対抗試合
全国高等学校東西対抗試合は、1972年度（1973年1月）から2008年度（2009年1月）まで32回にわたり行われた、高校生ラグビー選抜選手が東軍・西軍に分かれ戦う試合である。主に、当初は日本ラグビーフットボール選手権大会（日本選手権）決勝戦の前座試合として行われ、後期は全国大学ラグビーフットボール選手権大会の決勝戦の前座試合として行われた。

## 概要
毎年12月から1月にかけて開催される全国高等学校ラグビーフットボール大会（全国高校大会、冬の花園）の出場選手から、優秀選手を選抜し、東軍と西軍に分かれて1回限りの対戦を、主に日本ラグビーフットボール選手権大会（日本選手権）決勝戦の前に行った。

## 第1回の実施概要
出典

### 主旨
- 日本選手権を観戦したいという高校ラグビー選手の希望にこたえる。
- 高校ラグビー選手に目標と刺激を与え、高校ラグビーの向上発展をはかる。
- 世界における日本ラグビーの位置と、高校ラグビーの技術的問題点 に関する講義を行う。

### 参加者
- 1973年1月1日から1月9日まで開催された全国高等学校ラグビーフットボール大会の出場選手から36名を選抜（実際は38名が参加した）。

### 日程
- 1973年1月13日：午後6時に日本青年館（東京都港区）に集合。午後7時から1時間の講義を受ける。
- 1973年1月14日：午前中に3時間講義を受け、午後は秩父宮ラグビー場（東京都港区）で2時間技術指導を受ける。
- 1973年1月15日：午前中に2時間講義を受け、午後1時10分から国立競技場（東京都港区）で対戦。同じく国立競技場で午後2時30分から行われる日本ラグビーフットボール選手権大会（日本選手権）決勝戦を観戦。午後5時解散。

## 歴史
出典
第1回を、1972年度（1973年1月15日）に開催。全国高等学校ラグビーフットボール大会に出場した優秀選手から選抜され、東軍・西軍に分かれて対戦。日本ラグビーフットボール選手権大会（日本選手権）の決勝戦の前座試合として国立競技場で行われ、試合後は日本選手権の決勝戦を現地観覧した。
1975年度（1976年1月）は実施しなかった。
第6回・1978年度（1979年1月21日）は、日本選手権の前座ではなく、別日程で瑞穂ラグビー場（愛知県名古屋市）で行われた。
その後は5年間開催されず、第7回が6年ぶりに1983年度（1984年1月15日）に再び日本選手権の前座試合として国立競技場で開催された。
日本選手権の開催は、1994年度（1995年）まで1月15日に固定開催していた。そのため同年まで ほぼ毎年、日本選手権の前座試合として行われた。
翌年の第19回・1995年度（1996年1月15日）から、一部を除いて毎年、全国大学選手権の決勝戦の前座試合として国立競技場で行われた。
第25回・2001年度（2002年1月12日）は「3地域交流戦」を実施したため、優勝チームを決めなかった。「関東」「関西」「東北・九州」の3チームに分かれ、総当たり3試合を行った。
第29回・2005年度（2006年1月15日）は、第60回東西学生対校試合「全国オールスターゲーム」の前座試合として近鉄花園ラグビー場（現・東大阪市花園ラグビー場）で実施した。
第32回・2008年度（2009年1月11日）が最後の開催となった。

### U18合同チーム東西対抗戦へ転換
最終第32回の4日前の2009年1月7日に、U18合同チーム東西対抗戦が初開催され、以降、毎年行われている。
U18合同チーム東西対抗戦も、東軍・西軍に分かれた対戦だが、高校部活生の減少により合同チームを編成したために、全国高等学校ラグビーフットボール大会（冬の花園）には出場できなかった優秀選手による選抜大会となった。
（詳細は U18合同チーム東西対抗戦 を参照）

## 対戦結果
出典
| 回     | 年度     | 開催年月      | 勝利チーム                              | スコア                                  | 敗戦チーム                              | 会場               | 開催                                                   | 出典          |
| ------ | -------- | ------------- | --------------------------------------- | --------------------------------------- | --------------------------------------- | ------------------ | ------------------------------------------------------ | ------------- |
| 第1回  | 1972年度 | 1973年1月15日 | 東軍                                    | 19-14                                   | 西軍                                    | 国立競技場         | 「日本選手権」決勝戦の前座                             | [ 1 ]         |
| 第2回  | 1973年度 | 1974年1月15日 | 西軍                                    | 38-4                                    | 東軍                                    | 国立競技場         | 「日本選手権」決勝戦の前座                             | [ 5 ]         |
| 第3回  | 1974年度 | 1975年1月15日 | 東軍                                    | 17-16                                   | 西軍                                    | 国立競技場         | 「日本選手権」決勝戦の前座                             | [ 6 ]         |
| 第4回  | 1976年度 | 1977年1月15日 | 東軍                                    | 27-13                                   | 西軍                                    | 国立競技場         | 「日本選手権」決勝戦の前座                             | [ 7 ]         |
| 第5回  | 1977年度 | 1978年1月15日 | 東軍                                    | 27-13                                   | 西軍                                    | 国立競技場         | 「日本選手権」決勝戦の前座                             | [ 8 ] [ 9 ]   |
| 第6回  | 1978年度 | 1979年1月21日 | 西軍                                    | 12-7                                    | 東軍                                    | 瑞穂ラグビー場     |                                                        | [ 10 ]        |
| 第7回  | 1983年度 | 1984年1月15日 | 西軍                                    | 8-7                                     | 東軍                                    | 国立競技場         | 「日本選手権」決勝戦の前座                             | [ 11 ]        |
| 第8回  | 1984年度 | 1985年1月15日 | 東軍                                    | 24-6                                    | 東軍                                    | 国立競技場         | 「日本選手権」決勝戦の前座                             |               |
| 第9回  | 1985年度 | 1986年1月15日 | 東軍                                    | 38-7                                    | 西軍                                    | 国立競技場         | 「日本選手権」決勝戦の前座                             |               |
| 第10回 | 1986年度 | 1987年1月15日 | 東軍                                    | 26-6                                    | 西軍                                    | 国立競技場         | 「日本選手権」決勝戦の前座                             |               |
| 第11回 | 1987年度 | 1988年1月15日 | 東軍                                    | 49-16                                   | 東軍                                    | 国立競技場         | 「日本選手権」決勝戦の前座                             |               |
| 第12回 | 1988年度 | 1989年1月15日 | 西軍                                    | 61-17                                   | 東軍                                    | 国立競技場         | 「日本選手権」決勝戦の前座                             |               |
| 第13回 | 1989年度 | 1990年1月15日 | 西軍                                    | 60-12                                   | 東軍                                    | 国立競技場         | 「日本選手権」決勝戦の前座                             |               |
| 第14回 | 1990年度 | 1991年1月15日 | 東軍                                    | 23-20                                   | 西軍                                    | 国立競技場         | 「日本選手権」決勝戦の前座                             |               |
| 第15回 | 1991年度 | 1992年1月15日 | 東軍                                    | 35-26                                   | 西軍                                    | 国立競技場         | 「日本選手権」決勝戦の前座                             |               |
| 第16回 | 1992年度 | 1993年1月15日 | 西軍                                    | 34-19                                   | 東軍                                    | 国立競技場         | 「日本選手権」決勝戦の前座                             |               |
| 第17回 | 1993年度 | 1994年1月15日 | 東軍                                    | 51-10                                   | 西軍                                    | 国立競技場         | 「日本選手権」決勝戦の前座                             |               |
| 第18回 | 1994年度 | 1995年1月15日 | 東軍                                    | 32-24                                   | 西軍                                    | 国立競技場         | 「日本選手権」決勝戦の前座                             |               |
| 第19回 | 1995年度 | 1996年1月15日 | 東軍                                    | 48-36                                   | 西軍                                    | 国立競技場         | 第32回全国大学選手権の決勝戦の前座                     |               |
| 第20回 | 1996年度 | 1997年1月15日 | 西軍                                    | 45-36                                   | 東軍                                    | 国立競技場         | 第33回全国大学選手権の決勝戦の前座                     |               |
| 第21回 | 1997年度 | 1998年1月15日 | 西軍                                    | 57-40                                   | 東軍                                    | 国立競技場         | 第34回全国大学選手権の決勝戦の前座                     |               |
| 第22回 | 1998年度 | 1999年1月15日 | 東軍                                    | 57-34                                   | 西軍                                    | 国立競技場         | 第35回全国大学選手権の決勝戦の前座                     | [ 12 ]        |
| 第23回 | 1999年度 | 2000年1月15日 | 西軍                                    | 46-12                                   | 東軍                                    | 国立競技場         | 第36回全国大学選手権の決勝戦の前座                     |               |
| 第24回 | 2000年度 | 2001年1月13日 | 東軍                                    | 49-31                                   | 西軍                                    | 国立競技場         | 第37回全国大学選手権の決勝戦の前座                     |               |
| 第25回 | 2001年度 | 2002年1月12日 | 3チームによる交流戦のため、勝者を決めず | 3チームによる交流戦のため、勝者を決めず | 3チームによる交流戦のため、勝者を決めず | 国立競技場         | 第38回全国大学選手権の決勝戦の前座                     | [ 3 ]         |
| 第26回 | 2002年度 | 2003年1月11日 | 東軍                                    | 48-20                                   | 西軍                                    | 国立競技場         | 第39回全国大学選手権の決勝戦の前座                     |               |
| 第27回 | 2003年度 | 2004年1月17日 | 西軍                                    | 43-41                                   | 東軍                                    | 国立競技場         | 第40回全国大学選手権の決勝戦の前座                     |               |
| 第28回 | 2004年度 | 2005年1月9日  | 西軍                                    | 45-22                                   | 東軍                                    | 国立競技場         | 第41回全国大学選手権の決勝戦の前座                     |               |
| 第29回 | 2005年度 | 2006年1月15日 | 西軍                                    | 24-10                                   | 東軍                                    | 近鉄花園ラグビー場 | 第60回東西学生対校試合「全国オールスターゲーム」の前座 | [ 4 ]         |
| 第30回 | 2006年度 | 2007年1月13日 | 東軍                                    | 45-24                                   | 西軍                                    | 国立競技場         | 第43回全国大学選手権の決勝戦の前座                     | [ 13 ]        |
| 第31回 | 2007年度 | 2008年1月12日 | 東軍 西軍                               | 12-12                                   | 引き分け                                | 国立競技場         | 第44回全国大学選手権の決勝戦の前座                     | [ 14 ] [ 15 ] |
| 第32回 | 2008年度 | 2009年1月11日 | 東軍                                    | 55-26                                   | 西軍                                    | 秩父宮ラグビー場   |                                                        | [ 16 ]        |